# Пулави (Кросненський повіт)
Пулави (пол. Puławy) — лемківське село неподалік від містечка Романів, центру однойменної гміни у кросненському повіті Підкарпатського воєводства Польщі.

## Історія
У 1572 р. король Сигізмунд Август дозволив спорудити в селі церкву. Наступна збудована в 1831 р. греко-католицька церква Сошествія святого Духа до етноциду українців була парафіяльною церквою Риманівського деканату Апостольської адміністрації Лемківщини.
До 1772 р. село входило до Сяніцької землі Руського воєводства, з 1783 року — до Сяноцького округу Королівства Галичини та Володимирії Австро-Угорщини.
На 1.01.1939 в селі проживало 890 мешканців, з них 850 українців, 25 поляків і 15 євреїв. Село входило до Сяніцького повіту Львівського воєводства.
Внаслідок польського терору більшість жителів виселені в СРСР. Навесні 1947 р. в рамках операції Вісла останні 10 українців були депортовані на понімецькі землі.

## Народились
- Тхір Микола — Лицар Золотого хреста бойової заслуги УПА 2 класу та Срібного хреста бойової заслуги УПА 2 класу.
- Хомик Дмитро Михайлович — Лицар Золотого хреста бойової заслуги УПА 2 класу та Бронзового хреста бойової заслуги.